# Münsingen
Münsingen este o comună în cantonul Berna, Elveția. 